# Nouste Camp
Nouste Camp (IPA: [ˈnɔste ˈkamp] ⓘ) là một sân vận động bóng đá và khu liên hợp thể thao nằm ở vùng ngoại ô Bizanos của Pau, Pháp. Đây là sân nhà của Pau FC. Sân vận động có sức chứa 4.031 chỗ ngồi và được lắp ghế toàn bộ. Đây là sân vận động nhỏ nhất tại Ligue 2 2022–23.
Được khánh thành với tên gọi Sân vận động Pau mới vào năm 2018, sân vận động này là sân vận động dành riêng cho bóng đá mới của Pau FC. Sau khi hoàn thành công việc cải tạo vào năm 2021 để đáp ứng các yêu cầu của Ligue 2, sân được đổi tên thành Nouste Camp, nghĩa là "Sân vận động của chúng ta" trong tiếng Béarn. Khu liên hợp bao gồm sân vận động chính và sân tập, trong đó có sân tập có mặt cỏ nhân tạo.
Pau FC đã sử dụng nhiều sân vận động khác nhau ở Pau cho các trận đấu trên sân nhà từ năm 1959 đến năm 2018. Kể từ năm 1991, câu lạc bộ đã phải chia sẻ sân nhà với câu lạc bộ bóng bầu dục liên hiệp Section Paloise, khi Section rời Sân vận động Croix du Prince lâu đời của đội.

## Lịch sử
Trong những năm đầu của Pau FC, đội đã thi đấu ở rất nhiều sân vận động khác nhau. Khi mới thành lập, đội thi đấu tại Sân vận động Bleuets, vì câu lạc bộ là một phần của Bleuets de Pau. Sau đó, đội chuyển đến Sân vận động Hameau (lúc đó là sân vận động quân sự), rồi đến Sân vận động Ousse des Bois, và trở lại Sân vận động Hameau vào những năm 1990.
Nouste Camp được khánh thành vào ngày 14 tháng 9 năm 2018 và được thiết kế bởi công ty kiến trúc Despré. Trận đấu đầu tiên được tổ chức tại đây là trận đấu giữa Pau FC và Villefranche. Trận đấu kết thúc với tỷ số 1–1.